# Arnold Jeannesson
Arnold Jeannesson (Parigi, 15 gennaio 1986) è un ex ciclista su strada e ciclocrossista francese, professionista dal 2008 al 2017.

## Carriera
Negli ultimi mesi del 2006 e del 2007, Jeannesson fu stagista presso la Auber 93, conquistando una vittoria di tappa al Tour de la Manche del 2007. Passò professionista nel 2008 sempre nella Auber 93, vincendo nella prima stagione un'altra tappa al Tour de la Manche e una al Tour de l'Avenir, corsa riservata agli Under-23 in cui concluse terzo evidenziando buone caratteristiche di scalatore.
Nel 2009 passò alla Caisse d'Epargne, con cui partecipò a due edizioni del Giro d'Italia in appoggio a David Arroyo. Nella stagione 2011 passò alla FDJ e disputò il Tour de France, concludendo al quindicesimo posto della generale.

## Palmarès

### Strada
- 2007 (Auber 93)

4ª tappa Tour de la Manche
- 2008 (Auber 93)

3ª tappa, 1ª semitappa Tour de la Manche (Moyon > Moyon, cronometro)
8ª tappa Tour de l'Avenir (Revel > Guzet)

#### Altri successi
- 2008 (Auber 93)

Classifica scalatori Tour de l'Avenir

### Cross
- 2011-2012

Cyclo-cross du Mingant (Lanarvily)
- 2012-2013

Cyclo-cross du Mingant (Lanarvily)
Sablé-sur-Sarthe
- 2013-2014

Montbron-Eymouthiers  (Montbron)
Sablé-sur-Sarthe
- 2014-2015

Talmont-Saint-Hilaire
Saint-Hilaire-de-Riez
La Roche-sur-Yon
Camors

## Piazzamenti

### Grandi Giri
- Giro d'Italia

2009: 57º
2010: ritirato (19ª tappa)
2013: ritirato (9ª tappa)
- Tour de France

2011: 14º
2013: 29º
2014: 30º
2016: 87º
- Vuelta a España

2012: 64º

### Classiche monumento
- Milano-Sanremo

2016: 36º
- Liegi-Bastogne-Liegi

2011: 36º
2013: 45º
2014: 53º
2015: 91º
2016: 18º
- Giro di Lombardia

2012: ritirato
2015: ritirato
2016: ritirato